# Susan Christie
Susan Christie es una cantante y compositora estadounidense de folk. 

## Biografía
Susan grabó sólo un álbum titulado "Paint A Lady" en 1970. La discográfica calificó al álbum como poco comercial y sólo lanzaron tres copias del mismo en vinilo. Un DJ recibió una copia en la década de 2000 y es cuando entonces, el trabajo de Susan empezó a recibir atención y fue lanzado el mismo en CD. "Paint A Lady", el único trabajo discográfico de Susan Christie, fue descrito como "una obra de folk psicodélico" y como "una fusión de 'free-folk funy'".
Susan Christie permaneció en la obscuridad hasta la década de 2000 en la que hizo varias y numerosas apariciones en distintos sitios y eventos.

## Discografía
- Paint A Lady (1970)